# Stanislas Limousin
Euphrasie-Stanislas-Alexis-Arsène Limousin (Ardentes, 29 maggio 1831 – Parigi, 7 aprile 1887) è stato un farmacista e inventore francese. 
Contribuì allo sviluppo delle capsule e all'invenzione della bombola di ossigeno, inoltre inventò le fiale per soluzioni iniettabili.

## Vita
Limousin frequentò il collegio di Châteauroux prima di trasferirsi a Parigi e di conseguire il diploma di farmacista. Dal 1855 lavorò come farmacista in vari ospedali parigini e per il servizio sanitario cittadino. In seguito divenne titolare di una sua farmacia. Sotto l'influenza di Jean Nicolas Demarquay, studiò la possibilità di immagazzinare ed erogare ossigeno per scopi medici. Basandosi sul lavoro di Demarquay, Claude Bernard e Paul Bert, sviluppò un metodo semplice ed economico per conservare l'ossigeno medico in apposite bombole. Fu anche coinvolto nella fabbricazione dell'aerostato "Zenith", utilizzato tragicamente da Joseph Crocé-Spinelli e Gaston Tissandier nel 1875, il quale stabilì il record di altitudine dell'epoca (8.600 m). Inoltre, Limousin inventò i cosiddetti cachet, forme farmaceutiche in cui la sostanza medicinale si trova racchiusa tra due ostie, antesignane delle moderne capsule.  Limousin è molto conosciuto anche per l'invenzione delle fiale di vetro che fungono da contenitori per soluzioni iniettabili.  Morì nel 1887 dopo una lunga malattia.